# Skinnskatteberg (comuna)
Skinnskatteberg (em sueco: Skinnskatteberg kommun;  pronúncia) é uma comuna da Suécia localizada no condado de Västmanland. Sua capital é a cidade de Skinnskatteberg. Possui 659 quilômetros quadrados e segundo censo de 2018, havia 4 429 habitantes.